# NFL 2021
Die NFL-Saison 2021 war die 102. Saison im American Football in der National Football League (NFL). Die Saison begann am 9. September 2021 mit der Regular Season und endete am 13. Februar 2022 mit dem Super Bowl LVI im SoFi Stadium in Inglewood, Kalifornien. Die Saison wurde aufgrund einer Spielplanerweiterung auf 17 Spiele in der Regular Season und 18 Spieltage verlängert.

## Personelles

### Rücktritte
- Linebacker Thomas Davis – dreimaliger Pro-Bowler und zweimaliger All-Pro. Spielte in seiner 16-jährigen Karriere für die Carolina Panthers, die Los Angeles Chargers und das Washington Football Team.[2]
- Quarterback Philip Rivers – achtfacher Pro-Bowler und NFL Comeback Player of the Year 2013. Spielte in seiner 17-jährigen Karriere für die San Diego/Los Angeles Chargers und zuletzt die Indianapolis Colts.[3]
- Quarterback Drew Brees – Super Bowl MVP, dreizehnfacher Pro-Bowler und zweimaliger Offensive Player Of The Year (2008, 2011). Spielte in seiner 20-jährigen Karriere zuerst für die San Diego Chargers und dann 15 Jahre für die New Orleans Saints, mit denen er Super Bowl XLIV gewann.[4]
- Quarterback Alex Smith – dreifacher Pro-Bowler und NFL Comeback Player of the Year 2020. Spielte in seiner 16-jährigen Karriere für die San Francisco 49ers, die Kansas City Chiefs und zuletzt für das Washington Football Team.[5]
- Wide Receiver Julian Edelman – Spielte während seiner gesamten 12-jährigen NFL-Karriere für die New England Patriots, mit denen er dreimal den Super Bowl gewann: 2015, 2017 sowie 2019. Beim Super Bowl LIII wurde er zum Super Bowl MVP gewählt.[6]
- Tight End Jason Witten – elfmaliger Pro-Bowler, viermaliger All-Pro sowie Walter Payton Man of the Year 2012. Spielte in seiner 17-jährigen Karriere für die Dallas Cowboys und die Las Vegas Raiders.[7]
- Tight End Greg Olsen – dreifacher Pro-Bowler. Spielte in seiner 14-jährigen Karriere für die Chicago Bears, die Carolina Panthers und die Seattle Seahawks.[8]
- Center Maurkice Pouncey – neunfacher Pro Bowler und dreimaliger All-Pro. Spielte in seiner 11-jährigen NFL-Karriere für die Pittsburgh Steelers.[9]
- Center Mike Pouncey – vierfacher Pro Bowler. Spielte in seiner 11-jährigen NFL-Karriere für die Miami Dolphins und die Los Angeles Chargers.[9]

### Trainerwechsel

#### In der Offseason
- Atlanta Falcons: Nachdem die Falcons in der Saison 2020 ihre ersten 5 Spiele verloren, wurde Head Coach Dan Quinn zusammen mit dem General Manager Thomas Dimitroff entlassen.[10] Defensive Coordinator Raheem Morris übernahm den Job des Head Coaches bis zum Saisonende und konnte mit dem Team vier der restlichen 11 Spiele gewinnen. Am 16. Januar 2021 wurde Arthur Smith, der Offensive Coordinator der Tennessee Titans, als neuer Head Coach für die Saison 2021 vorgestellt.[11]

- Detroit Lions: Headcoach Matt Patricia wurde am 28. November 2020 von den Lions entlassen, nachdem sie in der Saison 2020 nur vier der ersten 11 Spiele gewinnen konnten und schon in den beiden vorherigen Jahren die Playoffs deutlich verpasst hatten. Darrell Bevell, der Offensive Coordinator, übernahm bis zum Saisonende.[12] Im Januar 2021 wurde Dan Campbell, der zuvor Assistenzcheftrainer und Trainer der Tight Ends bei den New Orleans Saints gewesen war, zum neuen Cheftrainer ernannt.[13]

- Houston Texans: Bereits am 5. Oktober 2020 trennten sich die Texans von ihrem Cheftrainer  Bill O’Brien, da sie ihre ersten vier Saisonspiele verloren hatten. Für ihn übernahm Romeo Crennel als Interimstrainer bis zum Saisonende. Crennel war vorher bereits als Head Coach der Cleveland Browns und der Kansas City Chiefs aktiv gewesen.[14] Er führte das Team zu vier Siegen in den restlichen 12 Saisonspielen. Am 29. Januar wurde David Culley zum neuen Cheftrainer ernannt. Er war zuvor der Assisentzcheftrainer sowie der Trainer der Wide Receiver und der Passing Game Coordinator der Baltimore Ravens.[15]

- Jacksonville Jaguars: Nach über vier Saisons als Cheftrainer der Jaguars wurde Doug Marrone am 4. Januar 2021 entlassen. In der Saison 2020 konnte er nur ein Spiel gewinnen, insgesamt standen unter seiner Führung 23 Siege 43 Niederlagen gegenüber.[16] Sein Nachfolger wurde Urban Meyer, der zuvor als Trainer im College unter anderem an der University of Florida und der Ohio State University aktiv war.[17]

- Los Angeles Chargers: Nach vier Jahren im Amt trennten sich die Los Angeles Chargers nach der Saison 2020 von ihrem Head Coach Anthony Lynn.[18] Mit ihm hatten sie 33 Siege bei 31 Niederlagen sowie einmal die Playoffs erreicht, in der Saison 2020 standen 7 Siege 9 Niederlagen gegenüber. Im Januar 2021 wurde Brandon Staley als neuer Head Coach vorgestellt. Er war zuvor als Defensive Coordinator bei den Los Angeles Rams angestellt gewesen.[19]

- New York Jets: Die New York Jets entließen ihren Cheftrainer Adam Gase, nachdem er in den vorherigen beiden Jahren nur insgesamt 9 Spiele gewinnen konnte, in der Saison 2020 sogar nur zwei. Dem standen insgesamt 23 Niederlagen gegenüber.[20] Im Januar 2021 wurde Robert Saleh der neue Head Coach der Jets. Er war zuvor als Defensive Coordinator bei den San Francisco 49ers aktiv gewesen.[21]

- Philadelphia Eagles: Im Januar 2021 trennten sich auch die Philadelphia Eagles nach fünf Jahren von ihrem Cheftrainer Doug Pederson.[22] Mit ihm konnten sie insgesamt 42 Spiele gewinnen bei 37 Niederlagen und einem Unentschieden, außerdem erreichten sie dreimal die Playoffs und gewannen Super Bowl LII. Allerdings konnten sie in der Saison 2020 nur vier Spiele gewinnen. Daraufhin wurde Nick Sirianni als neuer Head Coach der Eagles vorgestellt. Er war zuvor drei Jahre der Offensive Coordinator der Indianapolis Colts gewesen.[23]

#### Während der Season
- Las Vegas Raiders: Am 11. Oktober 2021 trat der Headcoach der Las Vegas Raiders Jon Gruden von seinem Posten zurück. Im Rahmen der Untersuchung von rassistischen und sexistischen Arbeitsumständen im Washington Football Team, entdeckte die NFL rassistische und homophobe Mails aus der Zeit zwischen 2011 und 2018. Da Gruden zu dieser Zeit Kommentator bei ESPN war, konnte die NFL keine Disziplinarmaßnahmen umsetzen. Der Assistent Head Coach Rich Bisaccia übernimmt kommissarisch die Chef-Trainerposition.[24]

- Jacksonville Jaguars: Am 15. Dezember 2021 wurde der Headcoach der Jacksonville Jaguars Urban Meyer entlassen.[25]

## Besondere Vorkommnisse

### Saisonbestleistungen
Folgende Saisonbestleistungen wurden 2021 erreicht:
| Statistikwert           | Spieler                             | Wert  |
| ----------------------- | ----------------------------------- | ----- |
| Geworfene Yards         | Tom Brady (TAM)                     | 5.316 |
| Geworfene Touchdowns    | Tom Brady (TAM)                     | 43    |
| Erlaufene Yards         | Jonathan Taylor (IND)               | 1.811 |
| Erlaufene Touchdowns    | Jonathan Taylor (IND)               | 20    |
| Gefangene Pässe         | Cooper Kupp (LAR)                   | 145   |
| Gefangene Yards         | Cooper Kupp (LAR)                   | 1.947 |
| Gefangene Touchdowns    | Cooper Kupp (LAR)                   | 16    |
| Tackles                 | Foye Oluokun (ATL)                  | 192   |
| Sacks                   | T. J. Watt (PIT)                    | 22,5  |
| Interceptions           | Trevon Diggs (DAL)                  | 11    |
| erzwungene Fumbles      | Darius Leonard (IND)                | 8     |
| erzielte Punkte         | Nick Folk (NE) Daniel Carlson (LVR) | 150   |
| verwandelte Field Goals | Daniel Carlson (LVR)                | 37    |
| gepuntete Yards         | Cameron Johnston (HOU)              | 4.108 |

### Auszeichnungen

#### Spieler der Woche
Die folgenden Spieler wurden zum Spieler der Woche ernannt:
| Woche | Offensive Player of the Week     | Offensive Player of the Week      | Defensive Player of the Week    | Defensive Player of the Week      | Special Teams Player of the Week | Special Teams Player of the Week  |
| Woche | AFC                              | NFC                               | AFC                             | NFC                               | AFC                              | NFC                               |
| ----- | -------------------------------- | --------------------------------- | ------------------------------- | --------------------------------- | -------------------------------- | --------------------------------- |
| 1     | Patrick Mahomes QB (Chiefs)      | Matthew Stafford QB (Rams)        | Maxx Crosby DE (Raiders)        | Chandler Jones LB (Cardinals)     | Evan McPherson K (Bengals)       | Bradley Pinion P (Buccaneers)     |
| 2     | Derrick Henry RB (Titans)        | Kyler Murray QB (Cardinals)       | Odafe Oweh OLB (Ravens)         | Mike Edwards S (Buccaneers)       | Daniel Carlson K (Raiders)       | Mitch Wishnowsky P (49ers)        |
| 3     | Josh Allen QB (Bills)            | Matthew Stafford (2) QB (Rams)    | Myles Garrett DE (Browns)       | Byron Murphy CB (Cardinals)       | Justin Tucker K (Ravens)         | Mason Crosby K (Packers)          |
| 4     | Joe Burrow QB (Bengals)          | Daniel Jones QB (Giants)          | Tremaine Edmunds LB (Bills)     | Trevon Diggs CB (Cowboys)         | Rigoberto Sanchez P (Colts)      | DeAndre Carter WR/RS (Washington) |
| 5     | Lamar Jackson QB (Ravens)        | Tom Brady QB (Buccaneers)         | Gregory Rousseau DE (Bills)     | Marshon Lattimore CB (Saints)     | Nick Folk K (Patriots)           | T. J. Edwards LB (Eagles)         |
| 6     | Derrick Henry (2) RB (Titans)    | Dak Prescott QB (Cowboys)         | T. J. Watt LB (Steelers)        | Taylor Rapp S (Rams)              | Matthew Wright K (Jaguars)       | Matt Prater K (Cardinals)         |
| 7     | Ja’Marr Chase WR (Bengals)       | Alvin Kamara RB (Saints)          | Yannick Ngakoue DE (Raiders)    | Deion Jones LB (Falcons)          | Rigoberto Sanchez (2) P (Colts)  | Graham Gano K (Giants)            |
| 8     | Mike White QB (Jets)             | Deebo Samuel WR (49ers)           | Adrian Phillips S (Patriots)    | Micah Parsons LB (Cowboys)        | Randy Bullock K (Titans)         | Zane Gonzalez K (Panthers)        |
| 9     | Justin Herbert QB (Chargers)     | Matt Ryan QB (Falcons)            | Josh Allen LB (Jaguars)         | Xavier McKinney S (Giants)        | Tommy Townsend P (Chiefs)        | Kene Nwangwu RB/KR (Vikings)      |
| 10    | Patrick Mahomes (2) QB (Chiefs)  | Deebo Samuel (2) WR (49ers)       | Xavien Howard CB (Dolphins)     | Darius Slay CB (Eagles)           | E. J. Speed LB (Colts)           | Zane Gonzalez (2) K (Panthers)    |
| 11    | Jonathan Taylor RB (Colts)       | Justin Jefferson WR (Vikings)     | Chris Jones DT (Chiefs)         | Chandler Jones (2) LB (Cardinals) | Evan McPherson (2) K (Bengals)   | Jake Elliott K (Eagles)           |
| 12    | Joe Mixon RB (Bengals)           | Leonard Fournette RB (Buccaneers) | Patrick Surtain II CB (Broncos) | Rasul Douglas CB (Packers)        | Daniel Carlson (2) K (Raiders)   | Thomas Morstead P (Atlanta)       |
| 13    | Justin Herbert (2) QB (Chargers) | Jared Goff QB (Lions)             | T. J. Watt (2) LB (Steelers)    | Jordan Hicks LB (Cardinals)       | Michael Palardy P (Dolphins)     | Travis Homer RB/KR (Seahawks)     |
| 14    | Justin Herbert (3) QB (Chargers) | George Kittle TE (49ers)          | Mike Hughes CB (Chiefs)         | Aaron Donald DT (Rams)            | Brandon McManus K (Broncos)      | Jakeem Grant WR/RS (Bears)        |
| 15    | Travis Kelce TE (Chiefs)         | Aaron Rodgers QB (Packers)        | Darius Leonard LB (Colts)       | Cameron Jordan DE (Saints)        | Tremon Smith CB/KR (Texans)      | Riley Patterson K (Lions)         |
| 16    | Joe Burrow (2) QB (Bengals)      | Dak Prescott (2) QB (Cowboys)     | Tavierre Thomas CB (Texans)     | Foyesade Oluokun LB (Falcons)     | Braxton Berrios WR/RS (Jets)     | Brandon Powell WR/RS (Rams)       |
| 17    | Ja’Marr Chase (2) WR (Bengals)   | Rashaad Penny RB (Seahawks)       | T. J. Watt (3) LB (Steelers)    | Cameron Jordan (2) DE (Saints)    | Daniel Carlson (3) K (Raiders)   | Matt Prater (2) K (Cardinals)     |
| 18    | Ryan Tannehill QB (Titans)       | Dak Prescott (3) QB (Cowboys)     | Maxx Crosby (2) DE (Raiders)    | Tracy Walker S (Lions)            | Daniel Carlson (4) K (Raiders)   | Robbie Gould K (49ers)            |

#### Spieler des Monats
Die folgenden Spieler wurden zum Spieler des Monats ernannt:
| Monat | Offensive Player of the Month  | Offensive Player of the Month | Defensive Player of the Month | Defensive Player of the Month   | Special Teams Player of the Month | Special Teams Player of the Month | Rookie of the Month          | Rookie of the Month             |
| Monat | AFC                            | NFC                           | AFC                           | NFC                             | AFC                               | NFC                               | Offensive                    | Defensive                       |
| ----- | ------------------------------ | ----------------------------- | ----------------------------- | ------------------------------- | --------------------------------- | --------------------------------- | ---------------------------- | ------------------------------- |
| Sept. | Derek Carr QB (Raiders)        | Cooper Kupp WR (Rams)         | Von Miller LB (Broncos)       | Trevon Diggs CB (Cowboys)       | Jamal Agnew WR/KR (Jaguars)       | Mitch Wishnowsky P (49ers)        | Ja’Marr Chase WR (Bengals)   | Asante Samuel Jr. CB (Chargers) |
| Okt.  | Jonathan Taylor RB (Colts)     | Cooper Kupp (2) WR (Rams)     | Kevin Byard S (Titans)        | De’Vondre Campbell LB (Packers) | Tyler Bass K (Bills)              | Blake Gillikin P (Saints)         | Najee Harris RB (Steelers)   | Nick Bolton LB (Chiefs)         |
| Nov.  | Jonathan Taylor (2) RB (Colts) | Justin Jefferson WR (Vikings) | J. C. Jackson CB (Patriots)   | Robert Quinn DE (Bears)         | Tommy Townsend P (Chiefs)         | Jake Elliott K (Eagles)           | Mac Jones QB (Patriots)      | Micah Parsons LB (Cowboys)      |
| Dez.  | Patrick Mahomes QB (Chiefs)    | Aaron Rodgers QB (Packers)    | Jerome Baker LB (Dolphins)    | Aaron Donald DT (Rams)          | Evan McPherson K (Bengals)        | Thomas Morstead P (Falcons)       | Amon-Ra St. Brown WR (Lions) | Micah Parsons (2) LB (Cowboys)  |

#### Jahresabschlussehrung
Am 10. Februar 2022 wurden die besten Spieler der abgelaufenen Saison 2021 geehrt. Die Preisverleihung war die 11. Ausgabe der NFL Honors und fand im YouTube Theater in Inglewood, Kalifornien statt.
| Award                             | Gewinner         | Position      | Team                |
| --------------------------------- | ---------------- | ------------- | ------------------- |
| AP Most Valuable Player           | Aaron Rodgers    | Quarterback   | Green Bay Packers   |
| AP Offensive Player of the Year   | Cooper Kupp      | Wide Receiver | Los Angeles Rams    |
| AP Defensive Player of the Year   | T. J. Watt       | Linebacker    | Pittsburgh Steelers |
| AP Coach of the Year              | Mike Vrabel      | Head Coach    | Tennessee Titans    |
| Pepsi NFL Rookie of the Year      | Ja’Marr Chase    | Wide Receiver | Cincinnati Bengals  |
| AP Offensive Rookie of the Year   | Ja’Marr Chase    | Wide Receiver | Cincinnati Bengals  |
| AP Defensive Rookie of the Year   | Micah Parsons    | Linebacker    | Dallas Cowboys      |
| AP Comeback Player of the Year    | Joe Burrow       | Quarterback   | Cincinnati Bengals  |
| Walter Payton NFL Man of the Year | Andrew Whitworth | Tackle        | Los Angeles Rams    |

## Saisonverlauf
Das Ligajahr begann am 17. März 2021. Ab diesem Zeitpunkt konnten Verträge mit vertragsfreien Spieler (Free Agent) geschlossen werden. Bereits im Zeitraum zwischen dem 7. Februar und dem 9. März konnten die sogenannten Franchise Tags vergeben werden.

### NFL Draft
Der NFL Draft 2021 fand vom 29. April bis zum 1. Mai 2021 in Cleveland, Ohio, statt. Dabei wählten die Jacksonville Jaguars, da sie 2020 Letzter im Gesamtklassement wurden, Quarterback Trevor Lawrence als ersten Spieler aus.

### Preseason
Die Trainingscamps für die Saison 2021 sollen von Ende Juli bis August stattfinden. Am Trainingscamp dürfen bis zu 90 Mann teilnehmen. Am 31. August 2021 erfolgte die Festlegung des 53-köpfigen Teams für die Saison 2021.
Das Pro-Football-Hall-of-Fame-Spiel zwischen den Dallas Cowboys und den Pittsburgh Steelers, das ursprünglich am 6. August 2020 ausgetragen werden sollte, aber aufgrund der COVID-19-Pandemie abgesagt wurde, fand stattdessen am 5. August 2021 statt.
Das Preaseason-Spiel zwischen den Arizona Cardinals und den New Orleans Saints am 28. August 2021 wurde wegen des Hurrikans Ida abgesagt.

### Regular Season

#### Spielplan
Nach dem neuen Collective Bargaining Agreement aus dem Jahr 2020 wurde die Saison 2021 auf 17 statt, wie bisher, 16 Spiele in der Regular Season erweitert. Dieses Spiel ist gegen eine Mannschaft aus der anderen Conference. Ansonsten finden die Spiele wie schon in der vorherigen Saison statt. Gegen jedes Team der eigenen Division wird sowohl ein Heim- als auch ein Auswärtsspiel ausgetragen (sechs Spiele). Im Rahmen der jährlichen Rotation finden vier Spiele gegen die Teams einer Division aus der eigenen Conference (Intraconference) sowie vier Spiele gegen die Teams einer Division aus der gegnerischen Conference statt (Interconference). Zusätzlich gibt es zwei Spiele (Heim und auswärts) gegen die Teams der eigenen Conference, die im Vorjahr auf demselben Tabellenplatz abgeschlossen haben (ausgenommen die Division, gegen die das Team auf Grund des Spielplans schon antritt). Der finale Spielplan wurde im April 2021 bekanntgegeben.
In der Saison 2021 fanden die folgenden Divisionspaarungen statt:
| Intraconference | Intraconference | Intraconference | Interconference | Interconference | Interconference | Added Game | Added Game | Added Game |
| --------------- | --------------- | --------------- | --------------- | --------------- | --------------- | ---------- | ---------- | ---------- |
| AFC East        | vs              | AFC South       | AFC East        | vs              | NFC South       | NFC East   | vs         | AFC East   |
| AFC North       | vs              | AFC West        | AFC North       | vs              | NFC North       | NFC West   | vs         | AFC North  |
| NFC East        | vs              | NFC South       | AFC South       | vs              | NFC West        | NFC South  | vs         | AFC South  |
| NFC West        | vs              | NFC North       | AFC West        | vs              | NFC East        | NFC North  | vs         | AFC West   |

#### Resultate
| Woche 1            | Woche 1              | Woche 1           | Woche 1                  |
| Datum (a)          | Auswärtsteam         | Erg.              | Heimteam                 |
| ------------------ | -------------------- | ----------------- | ------------------------ |
| 9. September 2021  | Dallas Cowboys       | 29:31             | Tampa Bay Buccaneers     |
| 12. September 2021 | Philadelphia Eagles  | 32:60             | Atlanta Falcons          |
| 12. September 2021 | Pittsburgh Steelers  | 23:16             | Buffalo Bills            |
| 12. September 2021 | New York Jets        | 14:19             | Carolina Panthers        |
| 12. September 2021 | Minnesota Vikings    | n. V. 24:27 n. V. | Cincinnati Bengals       |
| 12. September 2021 | Seattle Seahawks     | 28:16             | Indianapolis Colts       |
| 12. September 2021 | San Francisco 49ers  | 41:33             | Detroit Lions            |
| 12. September 2021 | Jacksonville Jaguars | 21:37             | Houston Texans           |
| 12. September 2021 | Arizona Cardinals    | 38:13             | Tennessee Titans         |
| 12. September 2021 | Los Angeles Chargers | 20:16             | Washington Football Team |
| 12. September 2021 | Cleveland Browns     | 29:33             | Kansas City Chiefs       |
| 12. September 2021 | Green Bay Packers    | 03:38             | New Orleans Saints (b)   |
| 12. September 2021 | Miami Dolphins       | 17:16             | New England Patriots     |
| 12. September 2021 | Denver Broncos       | 27:13             | New York Giants          |
| 12. September 2021 | Chicago Bears        | 14:34             | Los Angeles Rams         |
| 13. September 2021 | Baltimore Ravens     | n. V. 27:33 n. V. | Las Vegas Raiders        |

| Woche 2            | Woche 2              | Woche 2           | Woche 2                  |
| Datum (a)          | Auswärtsteam         | Erg.              | Heimteam                 |
| ------------------ | -------------------- | ----------------- | ------------------------ |
| 16. September 2021 | New York Giants      | 29:30             | Washington Football Team |
| 19. September 2021 | New Orleans Saints   | 07:26             | Carolina Panthers        |
| 19. September 2021 | Cincinnati Bengals   | 17:20             | Chicago Bears            |
| 19. September 2021 | Houston Texans       | 21:31             | Cleveland Browns         |
| 19. September 2021 | Los Angeles Rams     | 27:24             | Indianapolis Colts       |
| 19. September 2021 | Denver Broncos       | 23:18             | Jacksonville Jaguars     |
| 19. September 2021 | Buffalo Bills        | 35:00             | Miami Dolphins           |
| 19. September 2021 | New England Patriots | 25:60             | New York Jets            |
| 19. September 2021 | San Francisco 49ers  | 17:11             | Philadelphia Eagles      |
| 19. September 2021 | Las Vegas Raiders    | 26:17             | Pittsburgh Steelers      |
| 19. September 2021 | Minnesota Vikings    | 33:34             | Arizona Cardinals        |
| 19. September 2021 | Atlanta Falcons      | 25:48             | Tampa Bay Buccaneers     |
| 19. September 2021 | Dallas Cowboys       | 20:17             | Los Angeles Chargers     |
| 19. September 2021 | Tennessee Titans     | n. V. 33:30 n. V. | Seattle Seahawks         |
| 19. September 2021 | Kansas City Chiefs   | 35:36             | Baltimore Ravens         |
| 20. September 2021 | Detroit Lions        | 17:35             | Green Bay Packers        |

| Woche 3            | Woche 3                  | Woche 3           | Woche 3              |
| Datum (a)          | Auswärtsteam             | Erg.              | Heimteam             |
| ------------------ | ------------------------ | ----------------- | -------------------- |
| 23. September 2021 | Carolina Panthers        | 24:90             | Houston Texans       |
| 26. September 2021 | Washington Football Team | 21:43             | Buffalo Bills        |
| 26. September 2021 | Chicago Bears            | 06:26             | Cleveland Browns     |
| 26. September 2021 | Baltimore Ravens         | 19:17             | Detroit Lions        |
| 26. September 2021 | Arizona Cardinals        | 31:19             | Jacksonville Jaguars |
| 26. September 2021 | Los Angeles Chargers     | 30:24             | Kansas City Chiefs   |
| 26. September 2021 | New Orleans Saints       | 28:13             | New England Patriots |
| 26. September 2021 | Atlanta Falcons          | 17:14             | New York Giants      |
| 26. September 2021 | Indianapolis Colts       | 16:25             | Tennessee Titans     |
| 26. September 2021 | Cincinnati Bengals       | 24:10             | Pittsburgh Steelers  |
| 26. September 2021 | New York Jets            | 00:26             | Denver Broncos       |
| 26. September 2021 | Miami Dolphins           | n. V. 28:31 n. V. | Las Vegas Raiders    |
| 26. September 2021 | Seattle Seahawks         | 17:30             | Minnesota Vikings    |
| 26. September 2021 | Tampa Bay Buccaneers     | 24:34             | Los Angeles Rams     |
| 26. September 2021 | Green Bay Packers        | 30:28             | San Francisco 49ers  |
| 27. September 2021 | Philadelphia Eagles      | 21:41             | Dallas Cowboys       |

| Woche 4            | Woche 4                  | Woche 4           | Woche 4              |
| Datum (a)          | Auswärtsteam             | Erg.              | Heimteam             |
| ------------------ | ------------------------ | ----------------- | -------------------- |
| 30. September 2021 | Jacksonville Jaguars     | 21:24             | Cincinnati Bengals   |
| 3. Oktober 2021    | Washington Football Team | 34:30             | Atlanta Falcons      |
| 3. Oktober 2021    | Houston Texans           | 00:40             | Buffalo Bills        |
| 3. Oktober 2021    | Detroit Lions            | 14:24             | Chicago Bears        |
| 3. Oktober 2021    | Carolina Panthers        | 28:36             | Dallas Cowboys       |
| 3. Oktober 2021    | Indianapolis Colts       | 27:17             | Miami Dolphins       |
| 3. Oktober 2021    | Cleveland Browns         | 14:70             | Minnesota Vikings    |
| 3. Oktober 2021    | New York Giants          | n. V. 27:21 n. V. | New Orleans Saints   |
| 3. Oktober 2021    | Tennessee Titans         | n. V. 24:27 n. V. | New York Jets        |
| 3. Oktober 2021    | Kansas City Chiefs       | 42:30             | Philadelphia Eagles  |
| 3. Oktober 2021    | Arizona Cardinals        | 37:20             | Los Angeles Rams     |
| 3. Oktober 2021    | Seattle Seahawks         | 28:21             | San Francisco 49ers  |
| 3. Oktober 2021    | Baltimore Ravens         | 23:70             | Denver Broncos       |
| 3. Oktober 2021    | Pittsburgh Steelers      | 17:27             | Green Bay Packers    |
| 3. Oktober 2021    | Tampa Bay Buccaneers     | 19:17             | New England Patriots |
| 4. Oktober 2021    | Las Vegas Raiders        | 14:28             | Los Angeles Chargers |

| Woche 5          | Woche 5              | Woche 5           | Woche 5                  |
| Datum (a)        | Auswärtsteam         | Erg.              | Heimteam                 |
| ---------------- | -------------------- | ----------------- | ------------------------ |
| 7. Oktober 2021  | Los Angeles Rams     | 26:17             | Seattle Seahawks         |
| 10. Oktober 2021 | New York Jets        | 20:27             | Atlanta Falcons          |
| 10. Oktober 2021 | Philadelphia Eagles  | 21:18             | Carolina Panthers        |
| 10. Oktober 2021 | Green Bay Packers    | n. V. 25:22 n. V. | Cincinnati Bengals       |
| 10. Oktober 2021 | New England Patriots | 25:22             | Houston Texans           |
| 10. Oktober 2021 | Tennessee Titans     | 37:19             | Jacksonville Jaguars     |
| 10. Oktober 2021 | Detroit Lions        | 17:19             | Minnesota Vikings        |
| 10. Oktober 2021 | Denver Broncos       | 19:27             | Pittsburgh Steelers      |
| 10. Oktober 2021 | Miami Dolphins       | 17:45             | Tampa Bay Buccaneers     |
| 10. Oktober 2021 | New Orleans Saints   | 33:22             | Washington Football Team |
| 10. Oktober 2021 | Chicago Bears        | 20:90             | Las Vegas Raiders        |
| 10. Oktober 2021 | Cleveland Browns     | 42:47             | Los Angeles Chargers     |
| 10. Oktober 2021 | San Francisco 49ers  | 10:17             | Arizona Cardinals        |
| 10. Oktober 2021 | New York Giants      | 20:44             | Dallas Cowboys           |
| 10. Oktober 2021 | Buffalo Bills        | 38:20             | Kansas City Chiefs       |
| 11. Oktober 2021 | Indianapolis Colts   | n. V. 25:31 n. V. | Baltimore Ravens         |

| Woche 6                                                                            | Woche 6              | Woche 6           | Woche 6                  |
| Datum (a)                                                                          | Auswärtsteam         | Erg.              | Heimteam                 |
| ---------------------------------------------------------------------------------- | -------------------- | ----------------- | ------------------------ |
| 14. Oktober 2021                                                                   | Tampa Bay Buccaneers | 28:22             | Philadelphia Eagles      |
| 17. Oktober 2021                                                                   | Miami Dolphins       | 20:23             | Jacksonville Jaguars     |
| 17. Oktober 2021                                                                   | Minnesota Vikings    | n. V. 34:28 n. V. | Carolina Panthers        |
| 17. Oktober 2021                                                                   | Green Bay Packers    | 24:14             | Chicago Bears            |
| 17. Oktober 2021                                                                   | Houston Texans       | 03:31             | Indianapolis Colts       |
| 17. Oktober 2021                                                                   | Cincinnati Bengals   | 34:11             | Detroit Lions            |
| 17. Oktober 2021                                                                   | Los Angeles Rams     | 38:11             | New York Giants          |
| 17. Oktober 2021                                                                   | Los Angeles Chargers | 06:34             | Baltimore Ravens         |
| 17. Oktober 2021                                                                   | Kansas City Chiefs   | 31:13             | Washington Football Team |
| 17. Oktober 2021                                                                   | Arizona Cardinals    | 37:14             | Cleveland Browns         |
| 17. Oktober 2021                                                                   | Las Vegas Raiders    | 34:24             | Denver Broncos           |
| 17. Oktober 2021                                                                   | Dallas Cowboys       | n. V. 35:29 n. V. | New England Patriots     |
| 17. Oktober 2021                                                                   | Seattle Seahawks     | n. V. 20:23 n. V. | Pittsburgh Steelers      |
| 18. Oktober 2021                                                                   | Buffalo Bills        | 31:34             | Tennessee Titans         |
| Spielfrei: Atlanta Falcons, New Orleans Saints, New York Jets, San Francisco 49ers |                      |                   |                          |

| Woche 7 | Woche 7                  | Woche 7 | Woche 7              |
| Datum (a) | Auswärtsteam             | Erg.    | Heimteam             |
| --- | ------------------------ | ------- | -------------------- |
| 21. Oktober 2021 | Denver Broncos           | 14:17   | Cleveland Browns     |
| 24. Oktober 2021 | Washington Football Team | 10:24   | Green Bay Packers    |
| 24. Oktober 2021 | Atlanta Falcons          | 30:28   | Miami Dolphins       |
| 24. Oktober 2021 | New York Jets            | 13:54   | New England Patriots |
| 24. Oktober 2021 | Carolina Panthers        | 03:25   | New York Giants      |
| 24. Oktober 2021 | Kansas City Chiefs       | 03:27   | Tennessee Titans     |
| 24. Oktober 2021 | Cincinnati Bengals       | 41:17   | Baltimore Ravens     |
| 24. Oktober 2021 | Philadelphia Eagles      | 22:33   | Las Vegas Raiders    |
| 24. Oktober 2021 | Detroit Lions            | 19:28   | Los Angeles Rams     |
| 24. Oktober 2021 | Houston Texans           | 05:31   | Arizona Cardinals    |
| 24. Oktober 2021 | Chicago Bears            | 03:38   | Tampa Bay Buccaneers |
| 24. Oktober 2021 | Indianapolis Colts       | 30:18   | San Francisco 49ers  |
| 25. Oktober 2021 | New Orleans Saints       | 13:10   | Seattle Seahawks     |
| Spielfrei: Buffalo Bills, Dallas Cowboys, Jacksonville Jaguars, Los Angeles Chargers, Minnesota Vikings, Pittsburgh Steelers |                          |         |                      |

| Woche 8                                        | Woche 8                  | Woche 8           | Woche 8              |
| Datum (a)                                      | Auswärtsteam             | Erg.              | Heimteam             |
| ---------------------------------------------- | ------------------------ | ----------------- | -------------------- |
| 28. Oktober 2021                               | Green Bay Packers        | 24:21             | Arizona Cardinals    |
| 31. Oktober 2021                               | Carolina Panthers        | 19:13             | Atlanta Falcons      |
| 31. Oktober 2021                               | Miami Dolphins           | 11:26             | Buffalo Bills        |
| 31. Oktober 2021                               | San Francisco 49ers      | 33:22             | Chicago Bears        |
| 31. Oktober 2021                               | Pittsburgh Steelers      | 15:10             | Cleveland Browns     |
| 31. Oktober 2021                               | Tennessee Titans         | n. V. 34:31 n. V. | Indianapolis Colts   |
| 31. Oktober 2021                               | Philadelphia Eagles      | 44:60             | Detroit Lions        |
| 31. Oktober 2021                               | Los Angeles Rams         | 38:22             | Houston Texans       |
| 31. Oktober 2021                               | Cincinnati Bengals       | 31:34             | New York Jets        |
| 31. Oktober 2021                               | New England Patriots     | 27:24             | Los Angeles Chargers |
| 31. Oktober 2021                               | Jacksonville Jaguars     | 07:31             | Seattle Seahawks     |
| 31. Oktober 2021                               | Washington Football Team | 10:17             | Denver Broncos       |
| 31. Oktober 2021                               | Tampa Bay Buccaneers     | 27:36             | New Orleans Saints   |
| 31. Oktober 2021                               | Dallas Cowboys           | 20:16             | Minnesota Vikings    |
| 1. November 2021                               | New York Giants          | 17:20             | Kansas City Chiefs   |
| Spielfrei: Baltimore Ravens, Las Vegas Raiders |                          |                   |                      |

| Woche 9                                                                                    | Woche 9              | Woche 9           | Woche 9              |
| Datum (a)                                                                                  | Auswärtsteam         | Erg.              | Heimteam             |
| ------------------------------------------------------------------------------------------ | -------------------- | ----------------- | -------------------- |
| 4. November 2021                                                                           | New York Jets        | 30:45             | Indianapolis Colts   |
| 7. November 2021                                                                           | New England Patriots | 24:60             | Carolina Panthers    |
| 7. November 2021                                                                           | Cleveland Browns     | 41:16             | Cincinnati Bengals   |
| 7. November 2021                                                                           | Denver Broncos       | 30:16             | Dallas Cowboys       |
| 7. November 2021                                                                           | Buffalo Bills        | 6:9               | Jacksonville Jaguars |
| 7. November 2021                                                                           | Houston Texans       | 09:17             | Miami Dolphins       |
| 7. November 2021                                                                           | Atlanta Falcons      | 27:25             | New Orleans Saints   |
| 7. November 2021                                                                           | Las Vegas Raiders    | 16:23             | New York Giants      |
| 7. November 2021                                                                           | Minnesota Vikings    | n. V. 31:34 n. V. | Baltimore Ravens     |
| 7. November 2021                                                                           | Los Angeles Chargers | 27:24             | Philadelphia Eagles  |
| 7. November 2021                                                                           | Green Bay Packers    | 07:13             | Kansas City Chiefs   |
| 7. November 2021                                                                           | Arizona Cardinals    | 31:17             | San Francisco 49ers  |
| 7. November 2021                                                                           | Tennessee Titans     | 28:16             | Los Angeles Rams     |
| 8. November 2021                                                                           | Chicago Bears        | 27:29             | Pittsburgh Steelers  |
| Spielfrei: Detroit Lions, Seattle Seahawks, Tampa Bay Buccaneers, Washington Football Team |                      |                   |                      |

| Woche 10                                                                      | Woche 10             | Woche 10          | Woche 10                 |
| Datum (a)                                                                     | Auswärtsteam         | Erg.              | Heimteam                 |
| ----------------------------------------------------------------------------- | -------------------- | ----------------- | ------------------------ |
| 11. November 2021                                                             | Baltimore Ravens     | 10:22             | Miami Dolphins           |
| 14. November 2021                                                             | Jacksonville Jaguars | 17:23             | Indianapolis Colts       |
| 14. November 2021                                                             | Atlanta Falcons      | 03:43             | Dallas Cowboys           |
| 14. November 2021                                                             | Cleveland Browns     | 07:45             | New England Patriots     |
| 14. November 2021                                                             | Buffalo Bills        | 45:17             | New York Jets            |
| 14. November 2021                                                             | New Orleans Saints   | 21:23             | Tennessee Titans         |
| 14. November 2021                                                             | Detroit Lions        | n. V. 16:16 n. V. | Pittsburgh Steelers      |
| 14. November 2021                                                             | Tampa Bay Buccaneers | 19:29             | Washington Football Team |
| 14. November 2021                                                             | Carolina Panthers    | 34:10             | Arizona Cardinals        |
| 14. November 2021                                                             | Minnesota Vikings    | 27:20             | Los Angeles Chargers     |
| 14. November 2021                                                             | Philadelphia Eagles  | 30:13             | Denver Broncos           |
| 14. November 2021                                                             | Seattle Seahawks     | 00:17             | Green Bay Packers        |
| 14. November 2021                                                             | Kansas City Chiefs   | 41:14             | Las Vegas Raiders        |
| 15. November 2021                                                             | Los Angeles Rams     | 10:31             | San Francisco 49ers      |
| Spielfrei: Chicago Bears, Cincinnati Bengals, Houston Texans, New York Giants |                      |                   |                          |

| Woche 11                                    | Woche 11                 | Woche 11 | Woche 11             |
| Datum (a)                                   | Auswärtsteam             | Erg.     | Heimteam             |
| ------------------------------------------- | ------------------------ | -------- | -------------------- |
| 18. November 2021                           | New England Patriots     | 25:00    | Atlanta Falcons      |
| 21. November 2021                           | Indianapolis Colts       | 41:15    | Buffalo Bills        |
| 21. November 2021                           | Washington Football Team | 27:21    | Carolina Panthers    |
| 21. November 2021                           | Baltimore Ravens         | 16:13    | Chicago Bears        |
| 21. November 2021                           | Detroit Lions            | 10:13    | Cleveland Browns     |
| 21. November 2021                           | San Francisco 49ers      | 30:10    | Jacksonville Jaguars |
| 21. November 2021                           | Green Bay Packers        | 31:34    | Minnesota Vikings    |
| 21. November 2021                           | Miami Dolphins           | 24:17    | New York Jets        |
| 21. November 2021                           | Houston Texans           | 22:13    | Tennessee Titans     |
| 21. November 2021                           | New Orleans Saints       | 29:40    | Philadelphia Eagles  |
| 21. November 2021                           | Cincinnati Bengals       | 32:13    | Las Vegas Raiders    |
| 21. November 2021                           | Dallas Cowboys           | 09:19    | Kansas City Chiefs   |
| 21. November 2021                           | Arizona Cardinals        | 23:13    | Seattle Seahawks     |
| 21. November 2021                           | Pittsburgh Steelers      | 37:41    | Los Angeles Chargers |
| 22. November 2021                           | New York Giants          | 10:30    | Tampa Bay Buccaneers |
| Spielfrei: Denver Broncos, Los Angeles Rams |                          |          |                      |

| Woche 12                                         | Woche 12             | Woche 12          | Woche 12                 |
| Datum (a)                                        | Auswärtsteam         | Erg.              | Heimteam                 |
| ------------------------------------------------ | -------------------- | ----------------- | ------------------------ |
| 25. November 2021 (Thanksgiving)                 | Chicago Bears        | 16:14             | Detroit Lions            |
| 25. November 2021 (Thanksgiving)                 | Las Vegas Raiders    | n. V. 36:33 n. V. | Dallas Cowboys           |
| 25. November 2021 (Thanksgiving)                 | Buffalo Bills        | 31:60             | New Orleans Saints       |
| 28. November 2021                                | Pittsburgh Steelers  | 10:41             | Cincinnati Bengals       |
| 28. November 2021                                | Tampa Bay Buccaneers | 38:31             | Indianapolis Colts       |
| 28. November 2021                                | New York Jets        | 21:14             | Houston Texans           |
| 28. November 2021                                | Atlanta Falcons      | 21:14             | Jacksonville Jaguars     |
| 28. November 2021                                | Carolina Panthers    | 10:33             | Miami Dolphins           |
| 28. November 2021                                | Tennessee Titans     | 13:36             | New England Patriots     |
| 28. November 2021                                | Philadelphia Eagles  | 07:13             | New York Giants          |
| 28. November 2021                                | Los Angeles Chargers | 13:28             | Denver Broncos           |
| 28. November 2021                                | Los Angeles Rams     | 28:36             | Green Bay Packers        |
| 28. November 2021                                | Minnesota Vikings    | 26:34             | San Francisco 49ers      |
| 28. November 2021                                | Cleveland Browns     | 10:16             | Baltimore Ravens         |
| 29. November 2021                                | Seattle Seahawks     | 15:17             | Washington Football Team |
| Spielfrei: Arizona Cardinals, Kansas City Chiefs |                      |                   |                          |

| Woche 13                                                                            | Woche 13                 | Woche 13 | Woche 13            |
| Datum (a)                                                                           | Auswärtsteam             | Erg.     | Heimteam            |
| ----------------------------------------------------------------------------------- | ------------------------ | -------- | ------------------- |
| 2. Dezember 2021                                                                    | Dallas Cowboys           | 27:17    | New Orleans Saints  |
| 5. Dezember 2021                                                                    | Tampa Bay Buccaneers     | 30:17    | Atlanta Falcons     |
| 5. Dezember 2021                                                                    | Arizona Cardinals        | 33:22    | Chicago Bears       |
| 5. Dezember 2021                                                                    | Los Angeles Chargers     | 41:22    | Cincinnati Bengals  |
| 5. Dezember 2021                                                                    | Minnesota Vikings        | 27:29    | Detroit Lions       |
| 5. Dezember 2021                                                                    | Indianapolis Colts       | 31:00    | Houston Texans      |
| 5. Dezember 2021                                                                    | Philadelphia Eagles      | 33:18    | New York Jets       |
| 5. Dezember 2021                                                                    | New York Giants          | 09:20    | Miami Dolphins      |
| 5. Dezember 2021                                                                    | Washington Football Team | 17:15    | Las Vegas Raiders   |
| 5. Dezember 2021                                                                    | San Francisco 49ers      | 23:30    | Seattle Seahawks    |
| 5. Dezember 2021                                                                    | Baltimore Ravens         | 19:20    | Pittsburgh Steelers |
| 5. Dezember 2021                                                                    | Jacksonville Jaguars     | 07:37    | Los Angeles Rams    |
| 5. Dezember 2021                                                                    | Denver Broncos           | 09:22    | Kansas City Chiefs  |
| 6. Dezember 2021                                                                    | New England Patriots     | 14:10    | Buffalo Bills       |
| Spielfrei: Carolina Panthers, Cleveland Browns, Green Bay Packers, Tennessee Titans |                          |          |                     |

| Woche 14                                                                                 | Woche 14             | Woche 14          | Woche 14                 |
| Datum (a)                                                                                | Auswärtsteam         | Erg.              | Heimteam                 |
| ---------------------------------------------------------------------------------------- | -------------------- | ----------------- | ------------------------ |
| 9. Dezember 2021                                                                         | Pittsburgh Steelers  | 28:36             | Minnesota Vikings        |
| 12. Dezember 2021                                                                        | Atlanta Falcons      | 29:21             | Carolina Panthers        |
| 12. Dezember 2021                                                                        | Baltimore Ravens     | 22:24             | Cleveland Browns         |
| 12. Dezember 2021                                                                        | Seattle Seahawks     | 33:13             | Houston Texans           |
| 12. Dezember 2021                                                                        | Las Vegas Raiders    | 09:48             | Kansas City Chiefs       |
| 12. Dezember 2021                                                                        | New Orleans Saints   | 30:90             | New York Jets            |
| 12. Dezember 2021                                                                        | Jacksonville Jaguars | 00:20             | Tennessee Titans         |
| 12. Dezember 2021                                                                        | Dallas Cowboys       | 27:20             | Washington Football Team |
| 12. Dezember 2021                                                                        | San Francisco 49ers  | n. V. 26:23 n. V. | Cincinnati Bengals       |
| 12. Dezember 2021                                                                        | Detroit Lions        | 10:38             | Denver Broncos           |
| 12. Dezember 2021                                                                        | New York Giants      | 21:37             | Los Angeles Chargers     |
| 12. Dezember 2021                                                                        | Buffalo Bills        | n. V. 27:33 n. V. | Tampa Bay Buccaneers     |
| 12. Dezember 2021                                                                        | Chicago Bears        | 30:45             | Green Bay Packers        |
| 13. Dezember 2021                                                                        | Los Angeles Rams     | 30:23             | Arizona Cardinals        |
| Spielfrei: Indianapolis Colts, Miami Dolphins, New England Patriots, Philadelphia Eagles |                      |                   |                          |

| Woche 15              | Woche 15                 | Woche 15          | Woche 15             |
| Datum (a)             | Auswärtsteam             | Erg.              | Heimteam             |
| --------------------- | ------------------------ | ----------------- | -------------------- |
| 16. Dezember 2021     | Kansas City Chiefs       | n. V. 34:28 n. V. | Los Angeles Chargers |
| 18. Dezember 2021     | New England Patriots     | 17:27             | Indianapolis Colts   |
| 19. Dezember 2021     | Carolina Panthers        | 14:31             | Buffalo Bills        |
| 19. Dezember 2021     | Arizona Cardinals        | 12:30             | Detroit Lions        |
| 19. Dezember 2021     | Houston Texans           | 30:16             | Jacksonville Jaguars |
| 19. Dezember 2021     | New York Jets            | 24:31             | Miami Dolphins       |
| 19. Dezember 2021     | Dallas Cowboys           | 21:60             | New York Giants      |
| 19. Dezember 2021     | Tennessee Titans         | 13:19             | Pittsburgh Steelers  |
| 19. Dezember 2021     | Green Bay Packers        | 31:30             | Baltimore Ravens     |
| 19. Dezember 2021     | Cincinnati Bengals       | 15:10             | Denver Broncos       |
| 19. Dezember 2021     | Atlanta Falcons          | 13:31             | San Francisco 49ers  |
| 19. Dezember 2021     | New Orleans Saints       | 9:0               | Tampa Bay Buccaneers |
| 20. Dezember 2021 (c) | Las Vegas Raiders        | 16:14             | Cleveland Browns     |
| 20. Dezember 2021 (c) | Minnesota Vikings        | 17:90             | Chicago Bears        |
| 21. Dezember 2021 (c) | Seattle Seahawks         | 10:20             | Los Angeles Rams     |
| 21. Dezember 2021 (c) | Washington Football Team | 17:27             | Philadelphia Eagles  |

| Woche 16          | Woche 16                 | Woche 16 | Woche 16             |
| Datum (a)         | Auswärtsteam             | Erg.     | Heimteam             |
| ----------------- | ------------------------ | -------- | -------------------- |
| 23. Dezember 2021 | San Francisco 49ers      | 17:20    | Tennessee Titans     |
| 25. Dezember 2021 | Cleveland Browns         | 22:24    | Green Bay Packers    |
| 25. Dezember 2021 | Indianapolis Colts       | 22:16    | Arizona Cardinals    |
| 26. Dezember 2021 | Detroit Lions            | 16:20    | Atlanta Falcons      |
| 26. Dezember 2021 | Tampa Bay Buccaneers     | 32:60    | Carolina Panthers    |
| 26. Dezember 2021 | Baltimore Ravens         | 21:41    | Cincinnati Bengals   |
| 26. Dezember 2021 | Los Angeles Chargers     | 29:41    | Houston Texans       |
| 26. Dezember 2021 | Los Angeles Rams         | 30:23    | Minnesota Vikings    |
| 26. Dezember 2021 | Buffalo Bills            | 33:21    | New England Patriots |
| 26. Dezember 2021 | Jacksonville Jaguars     | 21:26    | New York Jets        |
| 26. Dezember 2021 | New York Giants          | 10:34    | Philadelphia Eagles  |
| 26. Dezember 2021 | Chicago Bears            | 25:24    | Seattle Seahawks     |
| 26. Dezember 2021 | Pittsburgh Steelers      | 10:36    | Kansas City Chiefs   |
| 26. Dezember 2021 | Denver Broncos           | 13:17    | Las Vegas Raiders    |
| 26. Dezember 2021 | Washington Football Team | 14:56    | Dallas Cowboys       |
| 27. Dezember 2021 | Miami Dolphins           | 20:30    | New Orleans Saints   |

| Woche 17       | Woche 17             | Woche 17 | Woche 17                 |
| Datum (a)      | Auswärtsteam         | Erg.     | Heimteam                 |
| -------------- | -------------------- | -------- | ------------------------ |
| 2. Januar 2022 | Atlanta Falcons      | 15:29    | Buffalo Bills            |
| 2. Januar 2022 | New York Giants      | 03:29    | Chicago Bears            |
| 2. Januar 2022 | Kansas City Chiefs   | 31:34    | Cincinnati Bengals       |
| 2. Januar 2022 | Las Vegas Raiders    | 23:20    | Indianapolis Colts       |
| 2. Januar 2022 | Arizona Cardinals    | 25:22    | Dallas Cowboys           |
| 2. Januar 2022 | Carolina Panthers    | 10:18    | New Orleans Saints       |
| 2. Januar 2022 | Jacksonville Jaguars | 10:50    | New England Patriots     |
| 2. Januar 2022 | Tampa Bay Buccaneers | 28:24    | New York Jets            |
| 2. Januar 2022 | Miami Dolphins       | 03:34    | Tennessee Titans         |
| 2. Januar 2022 | Philadelphia Eagles  | 20:16    | Washington Football Team |
| 2. Januar 2022 | Denver Broncos       | 13:34    | Los Angeles Chargers     |
| 2. Januar 2022 | Houston Texans       | 07:23    | San Francisco 49ers      |
| 2. Januar 2022 | Los Angeles Rams     | 20:19    | Baltimore Ravens         |
| 2. Januar 2022 | Detroit Lions        | 29:51    | Seattle Seahawks         |
| 2. Januar 2022 | Minnesota Vikings    | 10:37    | Green Bay Packers        |
| 3. Januar      | Cleveland Browns     | 14:26    | Pittsburgh Steelers      |

| Woche 18       | Woche 18                 | Woche 18          | Woche 18             |
| Datum (a)      | Auswärtsteam             | Erg.              | Heimteam             |
| -------------- | ------------------------ | ----------------- | -------------------- |
| 8. Januar 2022 | Kansas City Chiefs       | 28:24             | Denver Broncos       |
| 8. Januar 2022 | Dallas Cowboys           | 51:26             | Philadelphia Eagles  |
| 9. Januar 2022 | Cincinnati Bengals       | 16:21             | Cleveland Browns     |
| 9. Januar 2022 | Green Bay Packers        | 30:37             | Detroit Lions        |
| 9. Januar 2022 | Tennessee Titans         | 28:25             | Houston Texans       |
| 9. Januar 2022 | Indianapolis Colts       | 11:26             | Jacksonville Jaguars |
| 9. Januar 2022 | Chicago Bears            | 17:31             | Minnesota Vikings    |
| 9. Januar 2022 | Washington Football Team | 22:70             | New York Giants      |
| 9. Januar 2022 | Pittsburgh Steelers      | n. V. 16:13 n. V. | Baltimore Ravens     |
| 9. Januar 2022 | New Orleans Saints       | 30:20             | Atlanta Falcons      |
| 9. Januar 2022 | New York Jets            | 10:27             | Buffalo Bills        |
| 9. Januar 2022 | New England Patriots     | 24:33             | Miami Dolphins       |
| 9. Januar 2022 | Carolina Panthers        | 17:41             | Tampa Bay Buccaneers |
| 9. Januar 2022 | Seattle Seahawks         | 38:30             | Arizona Cardinals    |
| 9. Januar 2022 | San Francisco 49ers      | n. V. 27:24 n. V. | Los Angeles Rams     |
| 9. Januar 2022 | Los Angeles Chargers     | n. V. 32:35 n. V. | Las Vegas Raiders    |

#### Divisions
| AFC East             | AFC East | AFC East | AFC East | AFC East | AFC East | AFC East | AFC East | AFC East | AFC East | AFC East |
| Team                 | S        | N        | U        | SQ       | P+       | P−       | Diff.    | DIV      | CONF     | Serie    |
| -------------------- | -------- | -------- | -------- | -------- | -------- | -------- | -------- | -------- | -------- | -------- |
| Buffalo Bills        | 11       | 6        | 0        | 0,647    | 483      | 289      | +194     | 5–1      | 7–5      | 4S       |
| New England Patriots | 10       | 7        | 0        | 0,588    | 462      | 303      | +159     | 3–3      | 8–4      | 1N       |
| Miami Dolphins       | 9        | 8        | 0        | 0,529    | 341      | 373      | 0−32     | 4–2      | 6–6      | 1S       |
| New York Jets        | 4        | 13       | 0        | 0,235    | 310      | 504      | −194     | 0–6      | 4–8      | 2N       |

| NFC East                 | NFC East | NFC East | NFC East | NFC East | NFC East | NFC East | NFC East | NFC East | NFC East | NFC East |
| Team                     | S        | N        | U        | SQ       | P+       | P−       | Diff.    | DIV      | CONF     | Serie    |
| ------------------------ | -------- | -------- | -------- | -------- | -------- | -------- | -------- | -------- | -------- | -------- |
| Dallas Cowboys           | 12       | 5        | 0        | 0,706    | 530      | 358      | +172     | 6–0      | 10–2     | 1S       |
| Philadelphia Eagles      | 9        | 8        | 0        | 0,529    | 444      | 385      | 0+59     | 3–3      | 7–5      | 1N       |
| Washington Football Team | 7        | 10       | 0        | 0,412    | 335      | 434      | 0−99     | 2–4      | 6–6      | 1S       |
| New York Giants          | 4        | 13       | 0        | 0,235    | 258      | 416      | −158     | 1–5      | 3–9      | 6N       |

| AFC North           | AFC North | AFC North | AFC North | AFC North | AFC North | AFC North | AFC North | AFC North | AFC North | AFC North |
| Team                | S         | N         | U         | SQ        | P+        | P−        | Diff.     | DIV       | CONF      | Serie     |
| ------------------- | --------- | --------- | --------- | --------- | --------- | --------- | --------- | --------- | --------- | --------- |
| Cincinnati Bengals  | 10        | 7         | 0         | 0,588     | 460       | 376       | +84       | 4–2       | 8–4       | 1N        |
| Pittsburgh Steelers | 9         | 7         | 1         | 0,559     | 343       | 398       | −55       | 4–2       | 7–5       | 2S        |
| Cleveland Browns a  | 8         | 9         | 0         | 0,471     | 349       | 371       | −22       | 3–3       | 5–7       | 1S        |
| Baltimore Ravens a  | 8         | 9         | 0         | 0,471     | 387       | 392       | 0−5       | 1–5       | 5–7       | 6N        |

| NFC North         | NFC North | NFC North | NFC North | NFC North | NFC North | NFC North | NFC North | NFC North | NFC North | NFC North |
| Team              | S         | N         | U         | SQ        | P+        | P−        | Diff.     | DIV       | CONF      | Serie     |
| ----------------- | --------- | --------- | --------- | --------- | --------- | --------- | --------- | --------- | --------- | --------- |
| Green Bay Packers | 13        | 4         | 0         | 0,765     | 450       | 371       | 0+79      | 4–2       | 9–3       | 1N        |
| Minnesota Vikings | 8         | 9         | 0         | 0,471     | 425       | 426       | 12−1      | 4–2       | 6–6       | 1S        |
| Chicago Bears     | 6         | 11        | 0         | 0,353     | 311       | 407       | 0−96      | 2–4       | 4–8       | 1N        |
| Detroit Lions     | 3         | 13        | 1         | 0,206     | 325       | 467       | −142      | 2–4       | 3–9       | 1S        |

| AFC South            | AFC South | AFC South | AFC South | AFC South | AFC South | AFC South | AFC South | AFC South | AFC South | AFC South |
| Team                 | S         | N         | U         | SQ        | P+        | P−        | Diff.     | DIV       | CONF      | Serie     |
| -------------------- | --------- | --------- | --------- | --------- | --------- | --------- | --------- | --------- | --------- | --------- |
| Tennessee Titans     | 12        | 5         | 0         | 0,706     | 419       | 354       | 0+65      | 5–1       | 8–4       | 3S        |
| Indianapolis Colts   | 9         | 8         | 0         | 0,529     | 451       | 365       | 0+86      | 3–3       | 7–5       | 2N        |
| Houston Texans       | 4         | 13        | 0         | 0,235     | 280       | 452       | −172      | 3–3       | 4–8       | 2N        |
| Jacksonville Jaguars | 3         | 14        | 0         | 0,176     | 253       | 457       | −204      | 1–5       | 3–9       | 1S        |

| NFC South            | NFC South | NFC South | NFC South | NFC South | NFC South | NFC South | NFC South | NFC South | NFC South | NFC South |
| Team                 | S         | N         | U         | SQ        | P+        | P−        | Diff.     | DIV       | CONF      | Serie     |
| -------------------- | --------- | --------- | --------- | --------- | --------- | --------- | --------- | --------- | --------- | --------- |
| Tampa Bay Buccaneers | 13        | 4         | 0         | 0,765     | 511       | 353       | +158      | 4–2       | 8–4       | 3S        |
| New Orleans Saints   | 9         | 8         | 0         | 0,529     | 364       | 335       | 0+29      | 4–2       | 7–5       | 2S        |
| Atlanta Falcons      | 7         | 10        | 0         | 0,412     | 313       | 459       | −146      | 2–4       | 4–8       | 2N        |
| Carolina Panthers    | 5         | 12        | 0         | 0,294     | 304       | 404       | −100      | 2–4       | 3–9       | 7N        |

| AFC West             | AFC West | AFC West | AFC West | AFC West | AFC West | AFC West | AFC West | AFC West | AFC West | AFC West |
| Team                 | S        | N        | U        | SQ       | P+       | P−       | Diff.    | DIV      | CONF     | Serie    |
| -------------------- | -------- | -------- | -------- | -------- | -------- | -------- | -------- | -------- | -------- | -------- |
| Kansas City Chiefs   | 12       | 5        | 0        | 0,706    | 480      | 364      | +116     | 5–1      | 7–5      | 1S       |
| Las Vegas Raiders    | 10       | 7        | 0        | 0,588    | 374      | 439      | 0−65     | 3–3      | 8–4      | 4S       |
| Los Angeles Chargers | 9        | 8        | 0        | 0,529    | 474      | 459      | 0+15     | 3–3      | 6–6      | 1N       |
| Denver Broncos       | 7        | 10       | 0        | 0,412    | 335      | 322      | 0+13     | 1–5      | 3–9      | 4N       |

| NFC West            | NFC West | NFC West | NFC West | NFC West | NFC West | NFC West | NFC West | NFC West | NFC West | NFC West |
| Team                | S        | N        | U        | SQ       | P+       | P−       | Diff.    | DIV      | CONF     | Serie    |
| ------------------- | -------- | -------- | -------- | -------- | -------- | -------- | -------- | -------- | -------- | -------- |
| Los Angeles Rams    | 12       | 5        | 0        | 0,706    | 460      | 372      | +88      | 3–3      | 8–4      | 1N       |
| Arizona Cardinals   | 11       | 6        | 0        | 0,647    | 449      | 366      | +83      | 4–2      | 7–5      | 1N       |
| San Francisco 49ers | 10       | 7        | 0        | 0,588    | 427      | 365      | +62      | 2–4      | 7–5      | 2S       |
| Seattle Seahawks    | 7        | 10       | 0        | 0,412    | 395      | 366      | +29      | 3–3      | 4–8      | 2S       |

 Division-Sieger

#### Conference
| AFC              | AFC                  | AFC              | AFC              | AFC              | AFC              | AFC              | AFC              | AFC              | AFC              |
| Platz            | Team                 | Division         | S                | N                | U                | SQ               | CONF             | SOV              | SOS              |
| Division leaders | Division leaders     | Division leaders | Division leaders | Division leaders | Division leaders | Division leaders | Division leaders | Division leaders | Division leaders |
| ---------------- | -------------------- | ---------------- | ---------------- | ---------------- | ---------------- | ---------------- | ---------------- | ---------------- | ---------------- |
| b1 b             | Tennessee Titans     | South            | 12               | 5                | 0                | 0,706            | 8–4              | 0,480            | 0,472            |
| b2 b             | Kansas City Chiefs   | West             | 12               | 5                | 0                | 0,706            | 7–5              | 0,517            | 0,538            |
| 3                | Buffalo Bills        | East             | 11               | 6                | 0                | 0,647            | 7–5              | 0,428            | 0,472            |
| 4                | Cincinnati Bengals   | North            | 10               | 7                | 0                | 0,588            | 8–4              | 0,462            | 0,472            |
| Wild Cards       |                      |                  |                  |                  |                  |                  |                  |                  |                  |
| d5 d             | Las Vegas Raiders    | West             | 10               | 7                | 0                | 0,588            | 8–4              | 0,515            | 0,510            |
| d6 d             | New England Patriots | East             | 10               | 7                | 0                | 0,588            | 8–4              | 0,394            | 0,481            |
| 7                | Pittsburgh Steelers  | North            | 9                | 7                | 1                | 0,559            | 7–5              | 0,490            | 0,521            |
| Ausgeschieden    |                      |                  |                  |                  |                  |                  |                  |                  |                  |
| x8 x             | Indianapolis Colts   | South            | 9                | 8                | 0                | 0,529            | 7–5              | 0,431            | 0,495            |
| x9 x             | Miami Dolphins       | East             | 9                | 8                | 0                | 0,529            | 6–6              | 0,379            | 0,464            |
| x10 x            | Los Angeles Chargers | West             | 9                | 8                | 0                | 0,529            | 6–6              | 0,500            | 0,510            |
| a11 a            | Cleveland Browns     | North            | 8                | 9                | 0                | 0,471            | 5–7              | 0,415            | 0,514            |
| a12 a            | Baltimore Ravens     | North            | 8                | 9                | 0                | 0,471            | 5–7              | 0,460            | 0,531            |
| 13               | Denver Broncos       | West             | 7                | 10               | 0                | 0,412            | 3–9              | 0,357            | 0,484            |
| b14 b            | New York Jets        | East             | 4                | 13               | 0                | 0,235            | 4–8              | 0,426            | 0,512            |
| b15 b            | Houston Texans       | South            | 4                | 13               | 0                | 0,235            | 4–8              | 0,397            | 0,498            |
| 16               | Jacksonville Jaguars | South            | 3                | 14               | 0                | 0,176            | 3–9              | 0,569            | 0,512            |

| NFC              | NFC                      | NFC              | NFC              | NFC              | NFC              | NFC              | NFC              | NFC              | NFC              |
| Platz            | Team                     | Division         | S                | N                | U                | SQ               | CONF             | SOV              | SOS              |
| Division leaders | Division leaders         | Division leaders | Division leaders | Division leaders | Division leaders | Division leaders | Division leaders | Division leaders | Division leaders |
| ---------------- | ------------------------ | ---------------- | ---------------- | ---------------- | ---------------- | ---------------- | ---------------- | ---------------- | ---------------- |
| c1 c             | Green Bay Packers        | North            | 13               | 4                | 0                | 0,765            | 9–3              | 0,480            | 0,479            |
| c2 c             | Tampa Bay Buccaneers     | South            | 13               | 4                | 0                | 0,765            | 8–4              | 0,443            | 0,467            |
| c3 c             | Dallas Cowboys           | East             | 12               | 5                | 0                | 0,706            | 10–2             | 0,431            | 0,488            |
| c4 c             | Los Angeles Rams         | West             | 12               | 5                | 0                | 0,706            | 8–4              | 0,409            | 0,483            |
| Wild Cards       |                          |                  |                  |                  |                  |                  |                  |                  |                  |
| 5                | Arizona Cardinals        | West             | 11               | 6                | 0                | 0,647            | 7–5              | 0,492            | 0,490            |
| 6                | San Francisco 49ers      | West             | 10               | 7                | 0                | 0,588            | 7–5              | 0,438            | 0,500            |
| b7 b             | Philadelphia Eagles      | East             | 9                | 8                | 0                | 0,529            | 7–5              | 0,350            | 0,469            |
| Ausgeschieden    |                          |                  |                  |                  |                  |                  |                  |                  |                  |
| b8 b             | New Orleans Saints       | South            | 9                | 8                | 0                | 0,529            | 7–5              | 0,516            | 0,512            |
| 9                | Minnesota Vikings        | North            | 8                | 9                | 0                | 0,471            | 6–6              | 0,434            | 0,507            |
| y10 y            | Washington Football Team | East             | 7                | 10               | 0                | 0,412            | 6–6              | 0,420            | 0,529            |
| y11 y            | Seattle Seahawks         | West             | 7                | 10               | 0                | 0,412            | 4–8              | 0,424            | 0,519            |
| y12 y            | Atlanta Falcons          | South            | 7                | 10               | 0                | 0,412            | 4–8              | 0,315            | 0,472            |
| 13               | Chicago Bears            | North            | 6                | 11               | 0                | 0,353            | 4–8              | 0,373            | 0,524            |
| 14               | Carolina Panthers        | South            | 5                | 12               | 0                | 0,294            | 3–9              | 0,412            | 0,509            |
| 15               | New York Giants          | East             | 4                | 13               | 0                | 0,235            | 3–9              | 0,485            | 0,536            |
| 16               | Detroit Lions            | North            | 3                | 13               | 1                | 0,206            | 3–9              | 0,627            | 0,528            |

Offiziell wurden nur die Plätze 1 bis 7 vergeben. Wendet man die Regeln für die Plätze 5 bis 7 für die gesamte Conference an, so ergeben sich die kursiven theoretischen Platzierungen.
Legende:
| Siege        | Niederlagen        | Unentschieden         | DIV Sieg-Niederlagen-Verhältnis innerhalb der Division    | Diff. Punktedifferenz          | Für Play-offs qualifiziert       | Serie Gewonnene/verlorene Spiele in Folge |
| SQ Siegquote | P+ gemachte Punkte | P− gegnerische Punkte | CONF Sieg-Niederlagen-Verhältnis innerhalb der Conference | SOV Stärke der besiegten Teams | SOS Stärke der bisherigen Gegner |                                           |

### Play-offs
Die Play-offs begannen am 15. Januar 2022. Das Format der Saison 2020 mit drei Wildcardspielen pro Conference wurde beibehalten. Am Ende steht Super Bowl LVI, der am 13. Februar 2022 im SoFi Stadion in Inglewood, Kalifornien stattfinden soll.
Der Pro Bowl fand am 6. Februar 2022 im Allegiant Stadium in Las Vegas statt.
|  |                                  |                             |                             |           |             |                                  |                                  |                                  |                              |                  |                          |                          |                          |         |            |            |            |            |
|  | Wild Card Round                  | Wild Card Round             | Wild Card Round             |           |             | Divisional Round                 | Divisional Round                 | Divisional Round                 |                              |                  | Conference Championships | Conference Championships | Conference Championships |         |            | Super Bowl | Super Bowl | Super Bowl |
|  | Wild Card Round                  | Wild Card Round             | Wild Card Round             |           |             | Divisional Round                 | Divisional Round                 | Divisional Round                 |                              |                  | Conference Championships | Conference Championships | Conference Championships |         |            | Super Bowl | Super Bowl | Super Bowl |
|  |                                  |                             |                             |           |             |                                  |                                  |                                  |                              |                  |                          |                          |                          |         |            |            |            |            |
|  | 16. Jan. – Arrowhead Stadium     |                             |                             |           |             |                                  |                                  |                                  |                              |                  |                          |                          |                          |         |            |            |            |            |
|  |                                  |                             |                             |           |             |                                  |                                  |                                  |                              |                  |                          |                          |                          |         |            |            |            |            |
|  | 2                                | Kansas City                 | 42                          |           |             |                                  |                                  |                                  |                              |                  |                          |                          |                          |         |            |            |            |            |
|  | 2                                | Kansas City                 | 42                          |           |             |                                  |                                  |                                  |                              |                  |                          |                          |                          |         |            |            |            |            |
|  | 7                                | Pittsburgh                  | 21                          |           |             | 23. Jan. – Arrowhead Stadium     | 23. Jan. – Arrowhead Stadium     | 23. Jan. – Arrowhead Stadium     |                              |                  |                          |                          |                          |         |            |            |            |            |
|  | 7                                | Pittsburgh                  | 21                          |           |             | 23. Jan. – Arrowhead Stadium     | 23. Jan. – Arrowhead Stadium     | 23. Jan. – Arrowhead Stadium     |                              |                  |                          |                          |                          |         |            |            |            |            |
|  |                                  |                             |                             | 2         | Kansas City | 1421                             |                                  |                                  |                              |                  |                          |                          |                          |         |            |            |            |            |
|  |                                  |                             |                             | 2         | Kansas City | 1421                             |                                  |                                  |                              |                  |                          |                          |                          |         |            |            |            |            |
|  | 15. Jan. – Highmark Stadium      | 15. Jan. – Highmark Stadium | 15. Jan. – Highmark Stadium |           |             | 3                                | Buffalo                          | 36                               |                              |                  |                          |                          |                          |         |            |            |            |            |
|  | 15. Jan. – Highmark Stadium      | 15. Jan. – Highmark Stadium | 15. Jan. – Highmark Stadium |           |             | 3                                | Buffalo                          | 36                               |                              |                  |                          |                          |                          |         |            |            |            |            |
|  | 3                                | Buffalo                     | 47                          |           |             |                                  | 30. Jan. – Arrowhead Stadium     | 30. Jan. – Arrowhead Stadium     | 30. Jan. – Arrowhead Stadium |                  |                          |                          |                          |         |            |            |            |            |
|  | 3                                | Buffalo                     | 47                          |           |             |                                  | 30. Jan. – Arrowhead Stadium     | 30. Jan. – Arrowhead Stadium     | 30. Jan. – Arrowhead Stadium |                  |                          |                          |                          |         |            |            |            |            |
|  | 6                                | New England                 | 17                          |           |             |                                  |                                  |                                  | 2                            | Kansas City      | 24                       |                          |                          |         |            |            |            |            |
|  | 6                                | New England                 | 17                          |           |             |                                  |                                  |                                  | 2                            | Kansas City      | 24                       |                          |                          |         |            |            |            |            |
|  |                                  |                             |                             |           |             |                                  |                                  |                                  |                              |                  | 4                        | Cincinnati               | 1271                     |         |            |            |            |            |
|  |                                  |                             |                             |           |             |                                  |                                  |                                  |                              |                  | 4                        | Cincinnati               | 1271                     |         |            |            |            |            |
|  |                                  |                             |                             |           |             | 22. Jan. – Nissan Stadium        | 22. Jan. – Nissan Stadium        | 22. Jan. – Nissan Stadium        | AFC Championship             | AFC Championship | AFC Championship         |                          |                          |         |            |            |            |            |
|  | 15. Jan. – Paul Brown Stadium    |                             |                             |           |             | 22. Jan. – Nissan Stadium        | 22. Jan. – Nissan Stadium        | 22. Jan. – Nissan Stadium        | AFC Championship             | AFC Championship | AFC Championship         |                          |                          |         |            |            |            |            |
|  |                                  |                             | 1                           | Tennessee | 16          |                                  |                                  |                                  |                              |                  |                          |                          |                          |         |            |            |            |            |
|  | 4                                | Cincinnati                  | 1                           | Tennessee | 16          | 26                               |                                  |                                  |                              |                  |                          |                          |                          |         |            |            |            |            |
|  | 4                                | Cincinnati                  |                             |           | 4           | 26                               | Cincinnati                       | 19                               |                              |                  |                          |                          |                          |         |            |            |            |            |
|  | 5                                | Las Vegas                   | 19                          |           |             |                                  |                                  | 19                               |                              |                  |                          |                          |                          |         |            |            |            |            |
|  | 5                                | Las Vegas                   | 19                          |           |             |                                  |                                  |                                  |                              |                  | 13. Feb. – SoFi Stadium  |                          |                          |         |            |            |            |            |
|  |                                  |                             |                             |           |             |                                  |                                  |                                  |                              |                  |                          |                          |                          |         |            |            |            |            |
|  |                                  |                             |                             |           |             |                                  |                                  |                                  |                              |                  |                          |                          |                          | A4      | Cincinnati | 20         |            |            |
|  | 16. Jan. – Raymond James Stadium |                             |                             |           |             |                                  |                                  |                                  |                              |                  |                          |                          |                          | A4      | Cincinnati | 20         |            |            |
|  |                                  |                             |                             |           |             |                                  |                                  |                                  |                              |                  |                          |                          | N4                       | LA Rams | 23         |            |            |            |
|  | 2                                | Tampa Bay                   | 31                          |           |             |                                  |                                  |                                  |                              |                  |                          |                          |                          | LA Rams | 23         |            |            |            |
|  | 2                                | Tampa Bay                   | 31                          |           |             |                                  |                                  |                                  |                              |                  | Super Bowl LVI           |                          |                          |         |            |            |            |            |
|  | 7                                | Philadelphia                | 15                          |           |             | 23. Jan. – Raymond James Stadium | 23. Jan. – Raymond James Stadium | 23. Jan. – Raymond James Stadium |                              |                  |                          |                          |                          |         |            |            |            |            |
|  | 7                                | Philadelphia                | 15                          |           |             | 23. Jan. – Raymond James Stadium | 23. Jan. – Raymond James Stadium | 23. Jan. – Raymond James Stadium |                              |                  |                          |                          |                          |         |            |            |            |            |
|  |                                  |                             |                             | 2         | Tampa Bay   | 27                               |                                  |                                  |                              |                  |                          |                          |                          |         |            |            |            |            |
|  |                                  |                             |                             | 2         | Tampa Bay   | 27                               |                                  |                                  |                              |                  |                          |                          |                          |         |            |            |            |            |
|  | 17. Jan. – SoFi Stadium          | 17. Jan. – SoFi Stadium     | 17. Jan. – SoFi Stadium     |           |             | 4                                | LA Rams                          | 30                               |                              |                  |                          |                          |                          |         |            |            |            |            |
|  | 17. Jan. – SoFi Stadium          | 17. Jan. – SoFi Stadium     | 17. Jan. – SoFi Stadium     |           |             | 4                                | LA Rams                          | 30                               |                              |                  |                          |                          |                          |         |            |            |            |            |
|  | 4                                | LA Rams                     | 34                          |           |             |                                  | 30. Jan. - SoFi Stadium          | 30. Jan. - SoFi Stadium          | 30. Jan. - SoFi Stadium      |                  |                          |                          |                          |         |            |            |            |            |
|  | 4                                | LA Rams                     | 34                          |           |             |                                  | 30. Jan. - SoFi Stadium          | 30. Jan. - SoFi Stadium          | 30. Jan. - SoFi Stadium      |                  |                          |                          |                          |         |            |            |            |            |
|  | 5                                | Arizona                     | 11                          |           |             |                                  |                                  |                                  | 4                            | LA Rams          | 20                       |                          |                          |         |            |            |            |            |
|  | 5                                | Arizona                     | 11                          |           |             |                                  |                                  |                                  | 4                            | LA Rams          | 20                       |                          |                          |         |            |            |            |            |
|  |                                  |                             |                             |           |             |                                  |                                  |                                  |                              |                  | 6                        | San Francisco            | 17                       |         |            |            |            |            |
|  |                                  |                             |                             |           |             |                                  |                                  |                                  |                              |                  | 6                        | San Francisco            | 17                       |         |            |            |            |            |
|  |                                  |                             |                             |           |             | 22. Jan. – Lambeau Field         | 22. Jan. – Lambeau Field         | 22. Jan. – Lambeau Field         | NFC Championship             | NFC Championship | NFC Championship         |                          |                          |         |            |            |            |            |
|  | 16. Jan. – AT&T Stadium          |                             |                             |           |             | 22. Jan. – Lambeau Field         | 22. Jan. – Lambeau Field         | 22. Jan. – Lambeau Field         | NFC Championship             | NFC Championship | NFC Championship         |                          |                          |         |            |            |            |            |
|  |                                  |                             | 1                           | Green Bay | 10          |                                  |                                  |                                  |                              |                  |                          |                          |                          |         |            |            |            |            |
|  | 3                                | Dallas                      | 1                           | Green Bay | 10          | 17                               |                                  |                                  |                              |                  |                          |                          |                          |         |            |            |            |            |
|  | 3                                | Dallas                      |                             |           | 6           | 17                               | San Francisco                    | 13                               |                              |                  |                          |                          |                          |         |            |            |            |            |
|  | 6                                | San Francisco               | 23                          |           |             |                                  |                                  | 13                               |                              |                  |                          |                          |                          |         |            |            |            |            |
|  | 6                                | San Francisco               | 23                          |           |             |                                  |                                  |                                  |                              |                  |                          |                          |                          |         |            |            |            |            |

| 1 | nach Verlängerung |